# いっしょに歌お!CBCラジオ
『いっしょに歌お!CBCラジオ』（いっしょにうたお!シービーシーラジオ）とは、CBCラジオが企画するラジオ推薦曲、推薦アルバム、ヘヴィー・ローテーション、イベントおよびミニ番組。

## 概要
2002年10月より開始された企画で、毎月CBCラジオが独自で選んだおすすめの曲を紹介する。
2009年3月までは、CBCラジオが推薦する「今月の歌」、スポット等でヘビーローテーション等を行なう「ハイパー」、今月一押しのアルバムの中から「アルバム」（アルバムタイトルの紹介）の3曲が選出されていた。
2009年4月以降は、「ハイパー」・「アルバム」の枠が廃止され、「今月のうた」のみになり2曲選出された。
2014年4月からは、深夜帯を中心にオンエアする「マンプレ」がスタートした。毎月1曲が選出される。

## 放送時間
主に、番組間のつなぎとして使われる場合が多い。
- 水曜[2] 5:55 - 5:58（『Brand-New Morning』内）
- 日曜 4:30 - 4:45（土曜深夜）

その他、週末の『CBCドラゴンズナイター』終了後の番組調整として使われる場合も多い。

### スポット
- 15秒程度で、「今月の歌」や「アルバム」の内の2曲が2組で30秒程度流れるケースもある。
- 主に、生ワイド番組の中で他のCMとともに流れる場合もあるが、場合によっては『オールナイトニッポン』などのCMフィラー代わりにスポットを1～2曲流すケースもある。

### その他
- CBCラジオの生ワイド番組で取り上げられる場合もある。その場合、「いっしょに歌お!CBCラジオ 今月のうた」（2009年3月まで「今月の歌」のみ「-今月の歌」）の推薦曲であることも紹介される。
- 『さゆりんの音楽楽園』でも、ナイターシーズン期に「いっしょに歌お!CBCラジオ」という一コーナーが存在した（21:35ぐらいに放送。ただし、『CBCドラゴンズナイター』の放送時間延長の場合、左記の番組も休止になる場合があった）。
- 『小堀勝啓の心にブギウギ!』のエンディングに「いっしょに歌お!CBCラジオ・今月の歌」が使用された。
- このキャンペーンで選ばれた曲を集めたアルバムが数枚、いずれもCBCラジオや東海地区のサークルKサンクスで限定発売されていた。

## これまでの選曲
下記の外部リンク参照。
選ばれる曲はJ-POP・歌謡曲・演歌など多彩であるものの、洋楽がセレクトされたことは一度もない。
なお最初に選ばれた曲は一青窈のもらい泣き。